# Vetschau
Vetschau, dolnolužickosrbsky Wětošow, je město na jihu německé spolkové země Braniborsko. Leží v oblasti Blat v historické zemi Dolní Lužice, přibližně osmnáct kilometrů na západ od Chotěbuzi, a patří do zemského okresu Horní Sprévský les-Lužice.
Koncem roku 2010 zde na ploše 110 čtverečních kilometrů žilo necelých devět tisíc obyvatel.

## Rodáci
- Jan Bok (1569-1621), spisovatel